# Свирский, Владимир Александрович
Влади́мир Алекса́ндрович Сви́рский (7 ноября 1917, Благовещенский завод — 28 июля 1969, Москва) — советский архитектор, кандидат архитектуры (1952 год), лауреат архитектурных конкурсов.

## Биография
Владимир Свирский родился 7 ноября 1917 года в городе Благовещенский завод бывшей Уфимской губернии (ныне Башкортостан). В 1922 году вместе с матерью переехал в Москву. В 1941 году, после начала Великой Отечественной войны, с отличием окончил Московский Архитектурный институт, после чего стал работать архитектором в Службе маскировки при штабе местной противовоздушной обороны (МПВО) города Куйбышева. С 1941 по 1942 год работал ассистентом преподавателя в Куйбышевском строительном институте.
С 1943 года работал в Специальном проектном бюро Гипроавиапрома, где проектировал жилые и общественные здания. В 1948 году окончил аспирантуру Академии архитектуры СССР, после чего начал работать в Институте архитектуры общественных сооружений Академии архитектуры СССР. Занимал должность сначала младшего, затем старшего научного сотрудника. В 1950 году окончил университет Марксизма-Ленинизма.

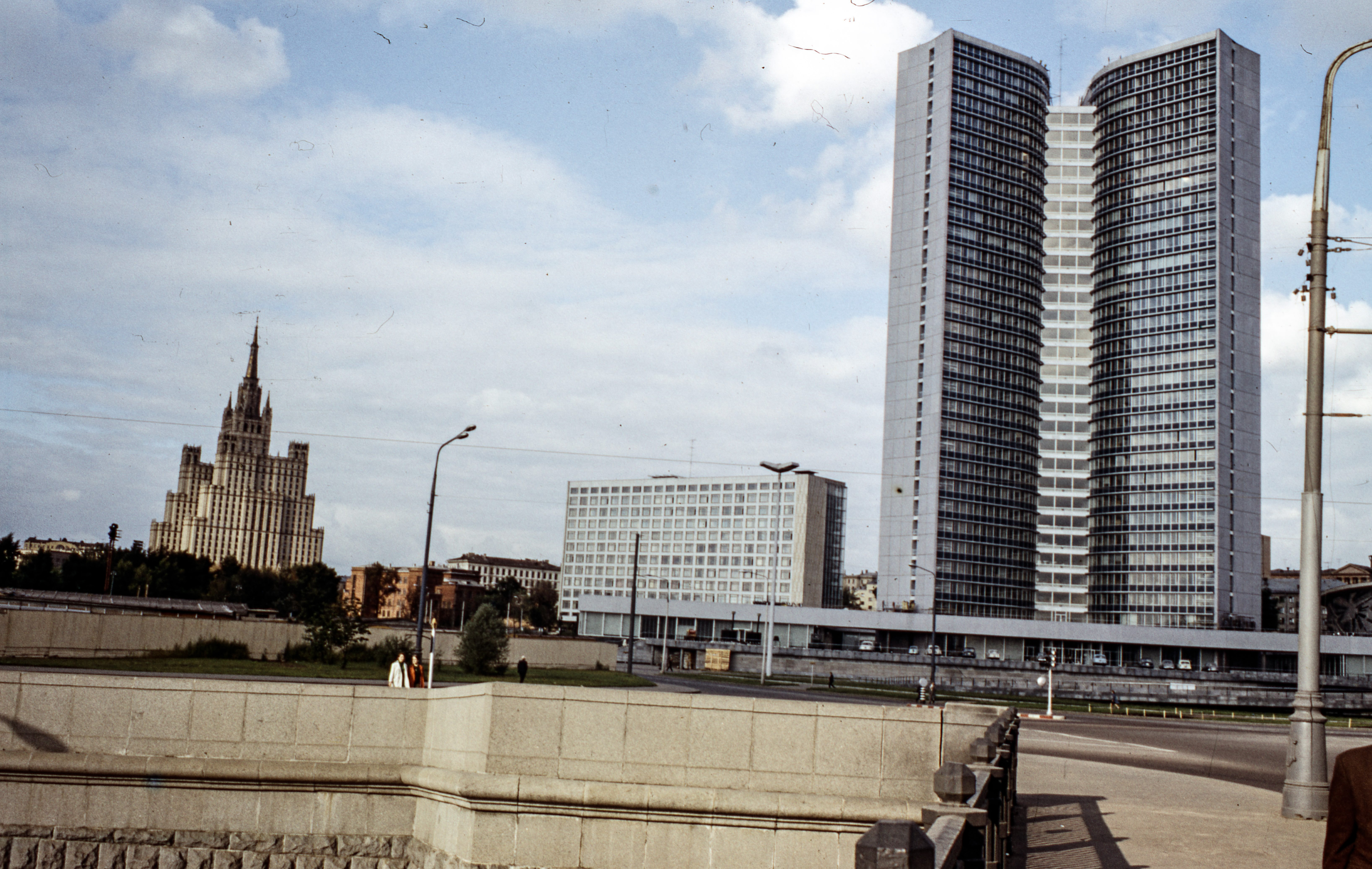
Здание СЭВ

В 1952 году защитил кандидатскую диссертацию, тема: «Архитектура санатория в связи с оздоровительными факторами природы», научный руководитель профессор А. В. Самойлов. В 1953—1958 годах — старший преподаватель в Московском архитектурном институте. С 1955 года работал в Специальном архитектурно-конструкторском бюро Архитектурно-производственного управления города Москвы на должности главного архитектора.
Разработал комплекс планировки и застройки жилых домов 9-го опытно-показательного квартала в Новых Черёмушках: серии жилых домов из крупных блоков, серии жилых домов по унифицированной секции, планировки и застройки кварталов № 10 и № 12 в Новых Черёмушках. В 1958—1959 годах руководил разработкой и выполнением в натуре макетов квартир в натуральную величину для международных выставок в Брюсселе, Праге и Нью-Йорке. На выставке в Брюсселе данные макеты квартир получили высшую награду выставки — медаль «Гран-При». В 1960 году переведён в Управление «Моспроект-2» на должность главного архитектора, работал там до конца жизни.
В. А. Свирский — автор комплекса и главный архитектор проекта «Курорт Пицунда». Занимался проектированием и строительством комплекса зданий Совета Экономической Взаимопомощи (СЭВ) в городе Москве. В 1967 году получил задание на проект «Павильон СССР на Всемирной выставке ЭКСПО-70» в городе Осака, Япония.
Основные работы в Москве: экспериментальный квартал в Новых Черёмушках, планировка и застройка Нового Арбата, здание бывшего СЭВ (ныне мэрия города Москвы).
Владимир Александрович скончался 28 июля 1969 года. Похоронен в Москве на Востряковском кладбище, квадрат 46, ряд 9, ограда/участок 611.